# Natalia Gordienko
Natalia Gordienko (Chișinău, 1982. május 24. –) moldovai-ukrán énekes. Ő képviselt volna Moldovát a 2020-as Eurovíziós Dalfesztiválon Prison című dalával, azonban a COVID-19 világjárvány miatt törölték a dalversenyt. 2021-ben Rotterdamban az Eurovíziós Dalfesztiválon a "Sugar " című dallal Moldovát képviselte, és 115 ponttal a 13. helyen végzett.

## Zenei karrierje
Gordienko 2006-ban Moldovát képviselte az Eurovíziós Dalfesztiválon a Loca (Őrült) című számmal, Arseniummal és a Connect-R-rel együtt, ahol a 20. helyet érték el 22 ponttal.

## Fordítás
- Ez a szócikk részben vagy egészben  a   Natalia Gordienko című holland Wikipédia-szócikk fordításán alapul.  Az eredeti cikk szerkesztőit annak laptörténete sorolja fel. Ez a jelzés csupán a megfogalmazás eredetét és a szerzői jogokat jelzi, nem szolgál a cikkben szereplő információk forrásmegjelöléseként.